# Полина Цекова
Полина Цекова (30 април 1968 г., Плевен) е българска баскетболистка, която е смятана за една от най-добрите баскетболистки на страната. На 19 годишна възраст тя става част от силния баскетболен отбор на Локомотив София, където играе до 1991 г. печелейки шампионската титла на България. През същата година Цекова преминава в италианския Прилио, с който достига да финал в Купа Ронкети, загубен с друг италиански клуб Виченца. През 1995 година преминава във френския Тарб, в който печели редица трофеи, а впоследствие започва и треньорска кариера. През 1999 г. Цекова подписва договор с „Хюстън Кометс“ от женската Национална баскетболна асоциация и е част от отбора, спечелил титлата в края на сезон 1999 в WNBA. Цекова участва в женския национален баскетболен отбор на България, като статистката сочи средно 18,5 точки на мач. Тя също така участва в женския баскетболен турнир на летните Олимпийски игри през 1988 г на който България завършва на 5-о място в крайното класиране. През 1999 и 2000 г. Полина Цекова е избрана за най-добър играч на сезона във Франция.